# Millie McKenzie
Millie McKenzie (Coventry, Inglaterra; 17 de junio de 2000) es una luchadora profesional británica.
McKenzie se dio a conocer en el circuito independiente europeo por sus apariciones en Sendai Girls' Pro Wrestling, Defiant Wrestling, Revolution Pro Wrestling y Progress Wrestling.

## Carrera

### Progress Wrestling (2017-2019)
McKenzie hizo su debut en Progress Wrestling el 10 de octubre de 2017 en la primera retadora por el Campeonato Femenino de Progress, fue derrotada por Sierra Loxton y esa misma noche perdió en la segunda ronda ante Jinny. En el Chapter 60: Unboxing Live! 2 - Unbox Harder, McKenzie derrotó a Candy Floss, Chakara, Charlie Morgan, Charli Evans y Sierra Loxton.

### WWE (2018)
A principios de octubre, McKenzie participó en el próximo programa NXT UK de WWE como parte de la división del Reino Unido. McKenzie luego participaría en un torneo para el Campeonato Femenino del Reino Unido de WWE, donde fue derrotada Jinny en la primera ronda. El 9 de junio de 2019, McKenzie había rechazado el contrato de la WWE a principio del mismo año.

### Circuito independiente (2017-presente)
El 6 de enero de 2018, Kenzie debutó en Revolution Pro Wrestling compitiendo en el Campeonato Británico Femenino de RPW. Ella derrotó a Charli Evans en la primera ronda. Al día siguiente, McKenzie es eliminado por Jinny en la segunda ronda.
El 6 de enero de 2019, McKenzie debutó derrotando a Ayame Sasamura para convertirse en la Campeona Junior de Sendai Girls. por primera vez.
En El Amanecer del Sol, se enfrentó a Enriquecido por el Campeonato Absoluto de Tyris Wrestling, sin embargo perdió. A la noche siguiente en RCW World Cup 3, derrotó a Miyu Yamashita.

### WWE (2021-2022)

#### NXT United Kingdom (2021-2022)
El 16 de febrero, se informó que McKenzie firmó un contrato on WWE para formar parte de NXT UK. En el NXT UK emitido el 1 de abril, Millie McKenzie aparece interrumpiendo a la Campeona Femenina de NXT UK. McKenzie recuerda que hace mucho tiempo desde la última vez que estuvo en NXT UK, desde entonces ha estado viajando, entrenando y preparándose para regresar en el momento perfecto. Ahora está en NXT UK para derrotar a la mejor, por lo que sus caminos terminarán cruzándose. Kay Lee Ray encara para pelear en ese momento pero... ¡Isla Dawn llega para atacar a McKenzie! Meiko Satomura corre al ring para ayudar a Millie. alejando a sus rivales, La siguiente semana en el NXT UK: Prelude, junto a Meiko Satomura derrotaron a Kay Lee Ray e Isla Dawn.
En el NXT UK emitido el 21 de abril, derrotó a Stevie Turner.
El 18 de agosto, fue liberada de su contrato con WWE.

### Regreso al Circuito independiente (2022-presente)
En Snowball 16, derrotó a Sara León ganando el Campeonato Absoluto de Tyris Wrestling por primera vez, después del combate, salió Enriquecido a felicitarle sin embargo fue atacada a traición.

## Campeonatos y logros
- Defiant Wrestling
  - Defiant Women's Championship (1 vez)[15]

- Fight Forever Wrestling
  - Fight Forever Women's World Championship (1 vez)

- Ironfist Wrestling
  - Ironfist Women's Championship (1 vez)

- Pro-Wrestling: EVE
  - Pro-Wrestling: EVE Tag Team Championship (1 vez, actual) – con Charli Evans
  - SHE-1 (2019)[16]

- Pro Wrestling Revolver
  - PWR Tag Team Championship (1 vez) – con Pete Dunne[17]

- REACH Wrestling
  - REACH Women's Championship (1 vez, actual)

- Sendai Girls' Pro Wrestling
  - Sendai Girls Junior Championship (1 vez)
  - Sendai Girls World Tag Team Championship (1 vez) – con Charli Evans

- Pro Wrestling Illustrated
  - Situada en el Nº52 en el PWI Female 100 en 2020.